# Audi RS2

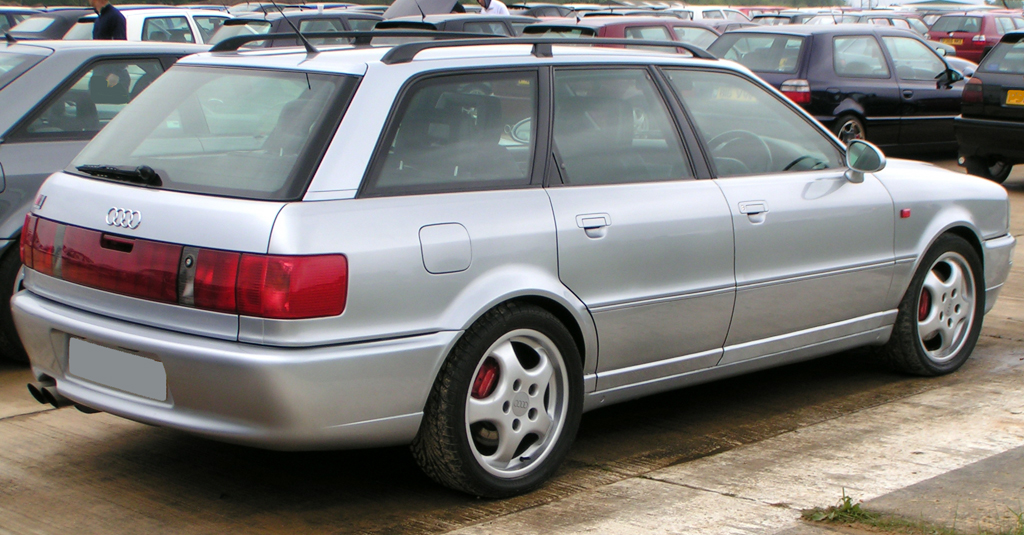
Audi RS2 – tył

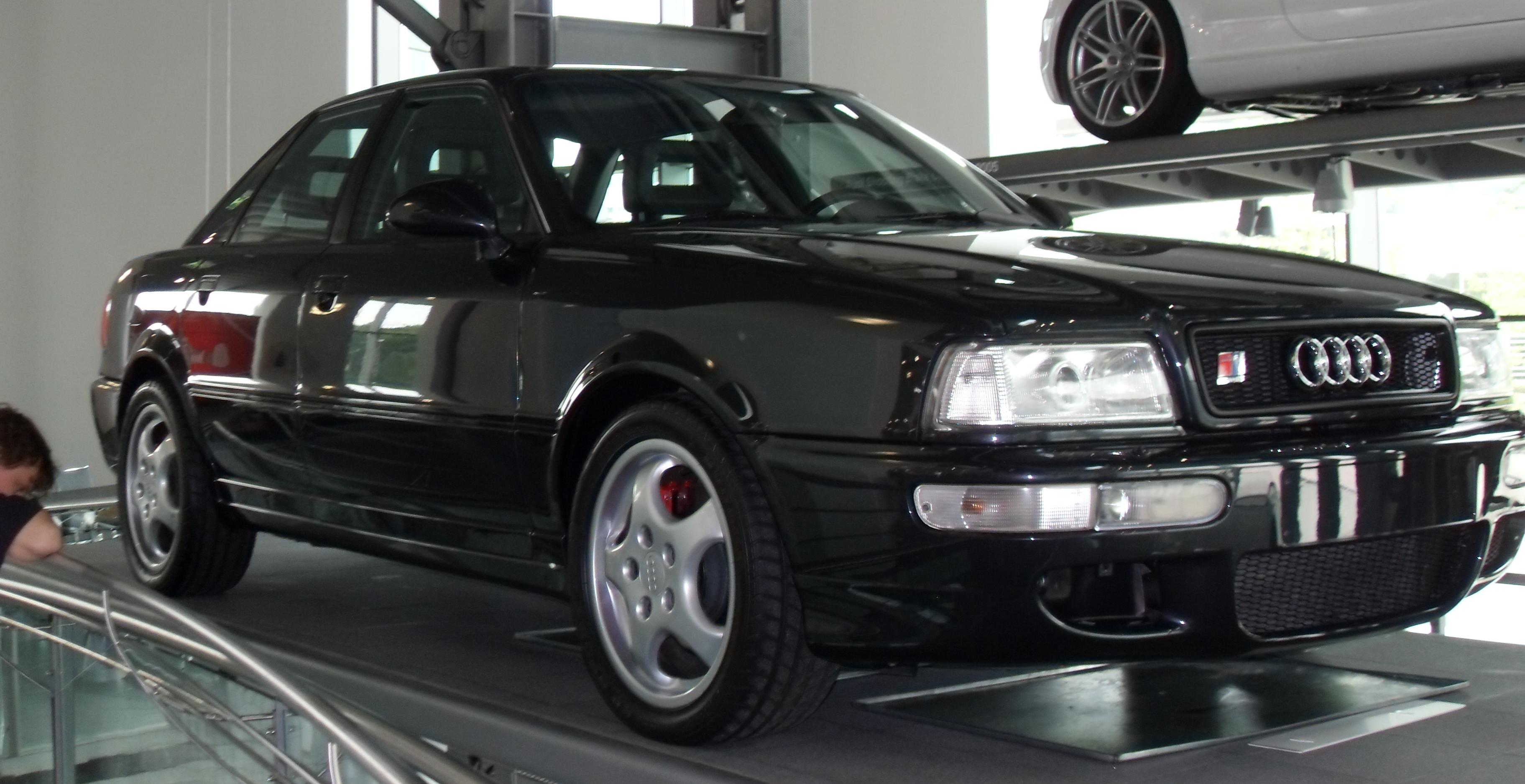
Audi RS2 sedan

Audi RS2 – sportowy samochód zbudowany na bazie modelu 80, powstały przy współpracy z firmą Porsche. Model ten był produkowany w latach 1994–1995.
Auto powstawało głównie z nadwoziem typu kombi, jednak zbudowano również cztery sztuki w wersji sedan.
Po udanej prezentacji modelu 500E Mercedesa i jego sukcesie zarówno pod względem osiągów jak i sprzedaży Audi nie zastanawiając się długo zaczęło współpracę z Porsche. Wiele części było zapożyczonych z innych modeli Porsche min. lusterka boczne, kierunkowskazy przednie w zderzaku, pompa paliwowa z modelu 911 (964), układ hamulcowy z modelu 968 Club Sport.

## Konkurenci
W klasie średniej RS2 nie miało właściwie konkurencji, dlatego jednymi z największych rywali były większe modele BMW M5 i Mercedes 500E. Audi pod względem osiągów było zdecydowanie lepsze od konkurentów, ponadto oferowało napęd na obie osie świetnie radzący sobie z przenoszeniem na asfalt dużej mocy.

## Specyfikacja modelu RS2 Avant
| Wersja                               | RS2 Avant |                       |                       |                       |                       |
| Produkcja                            | 1993-1995 2890 sztuki |                       |                       |                       |                       |
| Silnik                               | Audi ADU – 5-cylindrowy, turbodoładowanie (KKK24/7200), 20 zaworów DOHC Elektroniczny wtrysk paliwa Bosch, pasek rozrządu, dwa wałki rozrządu.         |                       |                       |                       |                       |
| Umiejscowienie silnika               | Wzdłużnie do osi pojazdu |                       |                       |                       |                       |
| Pojemność skokowa                    | 2226 cm³ |                       |                       |                       |                       |
| Pojemność skokowa                    | 81,0 × 86,40 mm |                       |                       |                       |                       |
| Stopień sprężania                    | 9,0:1 |                       |                       |                       |                       |
| Ciśnienie doładowania                | 1,4 bara |                       |                       |                       |                       |
| Moc maksymalna                       | 232 kW (315 KM) @ 6500 rpm |                       |                       |                       |                       |
| Moc na jeden litr                    | 143 KM / 1 litr pojemności skokowej cm³ |                       |                       |                       |                       |
| Maksymalny moment obrotowy           | (410 Nm) @ 3000 rpm (440 Nm) @ 3500 rpm (chwilowy overboost)                                                                                           |                       |                       |                       |                       |
| Napęd                                | napęd na obie osie, quattro |                       |                       |                       |                       |
| Prędkość maksymalna                  | 262 km/h (dane producenta) |                       |                       |                       |                       |
| Przyśpieszenie 0–100 km/h 0–160 km/h | 5,4 s (dane producenta) |                       |                       |                       |                       |
| Przyśpieszenie 0–100 km/h 0–160 km/h | 13,0 s (dane producenta) |                       |                       |                       |                       |
| Zużycia paliwa na 100 km             | Średnie – przy prędkości: 90 km/h – 7,7 l / przy prędkości: 120 km/h – 9,2 l (dane producenta) (98 RON)                                                |                       |                       |                       |                       |
| Zużycia paliwa na 100 km             | Cykl miejski – 14,3 l / max. 20,8 l (dane producenta) (98 RON)                                                                                         |                       |                       |                       |                       |
| Układ hamulcowy                      | Aluminiowe tarcze, firmy Brembo z modelu Porsche 968 Club Sport 4 tłoczkowe zaciski z przodu i z tyłu Średnica tarcz – Przód: Ø 304 mm / Tył: Ø 299 mm |                       |                       |                       |                       |
| Droga hamowania (100–0 km/h)         | 37,5 m |                       |                       |                       |                       |
| Nadwozie / Karoseria                 | Stalowa karoseria z komponentami i lekką stalą Aluminium. ocynkowane nadwozie, 5-drzwiowe kombi (avant)                                                |                       |                       |                       |                       |
| Masa własna                          | 1592 kg |                       |                       |                       |                       |
| Skrzynia biegów                      | Getrag 01-E CRB (6-biegowa manualna) |                       |                       |                       |                       |
| Przełożenia skrzyni biegów           | I. 3.500; II. 1.889; III. 1.320; IV. 1.034; V. 0.857; VI. 0.711; wsteczny 3.445; przełożenie główne 4.111;                                             |                       |                       |                       |                       |
| Felgi / Opony                        | Mille Miglia Cup (Porsche Design) 245/40 R17 |                       |                       |                       |                       |
| Rozstaw osi                          | 2597 mm | 2597 mm               | 2597 mm               | 2597 mm               | 2597 mm               |
| Długość/Szerokość/Wysokość           | 4510 / 1702 / 1386 mm | 4510 / 1702 / 1386 mm | 4510 / 1702 / 1386 mm | 4510 / 1702 / 1386 mm | 4510 / 1702 / 1386 mm |